# Юго-западный адвентистский университет
Юго-западный адвентистский университет (англ. Southwestern Adventist University) — частный адвентистский университет в Кине, штат Техас, США. Университет принадлежит церкви Адвентистов седьмого дня Юго-Западного союза США.
Университет аккредитован Южной ассоциацией колледжей и школ США и Адвентистской аккредитационной ассоциацией. Программа медсестер университета одобрена Техасским советом медсестер-экзаменаторов. В университете обучается около 800 студентов в кампусе площадью 150 акров.

## История
Университет был основан в 1893 году как Промышленная академия Кина. Покупка недвижимости для школы была профинансирована адвентистами седьмого дня в районе Далласа. Его первое здание, построенное в 1894 году, также использовалось как церковь. Университет, в котором обучалось 56 студентов, получил свое нынешнее название в 1996 году.
2 января 1944 года общежитие юношей Вест-Холла, подвергшееся капитальному ремонту летом 1943 года, сгорело. 16-летний студент Реджинальд Мэддисон был разбужен грохотом около 5 часов утра. Утром он увидел пламя, выходящее из чулана, и оповестил студентов о пожаре, активировав пожарную сигнализацию. 12 студентов, включая Мэддисона, не пострадали. Один студент получил травму, выпрыгнув из окна второго этажа. Во время пожара погибли 2 студента.
Университет расположен в городе Кин, штат Техас, в шести милях к северо-востоку от Клеберна.
Кин называют адвентистским «корпоративным» городом. По субботам, субботе для адвентистов, большинство магазинов в городе закрыты. Церковь адвентистов седьмого дня в Кине насчитывает несколько тысяч членов и располагается в здании университета. Университет прошел несколько этапов от «Промышленной академии Кина» до нынешнего статуса университета.

## Образование
С 2014 года университет открыл курс по пожарному делу. Эта программа является единственной в своем роде среди колледжей и университетов адвентистов седьмого дня. Выпускники этой программы получают ученую степень и технические сертификаты, позволяющие работать в пожарных службах США.
В июне 2023 года Южная ассоциация колледжей и школ США вынесла университету предупреждении после того, как совет по аккредитации обнаружил существенное несоответствие стандартам успеваемости студентов и занятости штатных преподавателей.

## Спорт
Спортивная команда университета называются «Knights». Университет является членом Университетской спортивной ассоциации США (United States Collegiate Athletic Association) с 2002–2003 учебного года и членом Национальной спортивной ассоциации христианских колледжей (National Christian College Athletic Association). Ранее команда участвовала в Атлетической конференции Ред-Ривер (Red River Athletic Conference) Национальной ассоциации межвузовской легкой атлетики (National Association of Intercollegiate Athletics) с 1998–99 по 2001–02 годы. Университетская команда участвует в соревнованиях в восьми межвузовских университетских видах спорта: мужские виды спорта включают баскетбол и футбол; в то время как женские виды спорта включают баскетбол, футбол и волейбол; а совместные виды спорта включают бег по пересеченной местности, гимнастику и теннис.

## Внешние ссылки
- swau.edu (англ.) — официальный сайт Юго-западный адвентистский университет